# Chloethripa leucocephala
Chloethripa leucocephala är en fjärilsart som beskrevs av Louis Beethoven Prout 1928. Chloethripa leucocephala ingår i släktet Chloethripa och familjen trågspinnare. Inga underarter finns listade i Catalogue of Life.